# Synagoge (Wintzenheim)

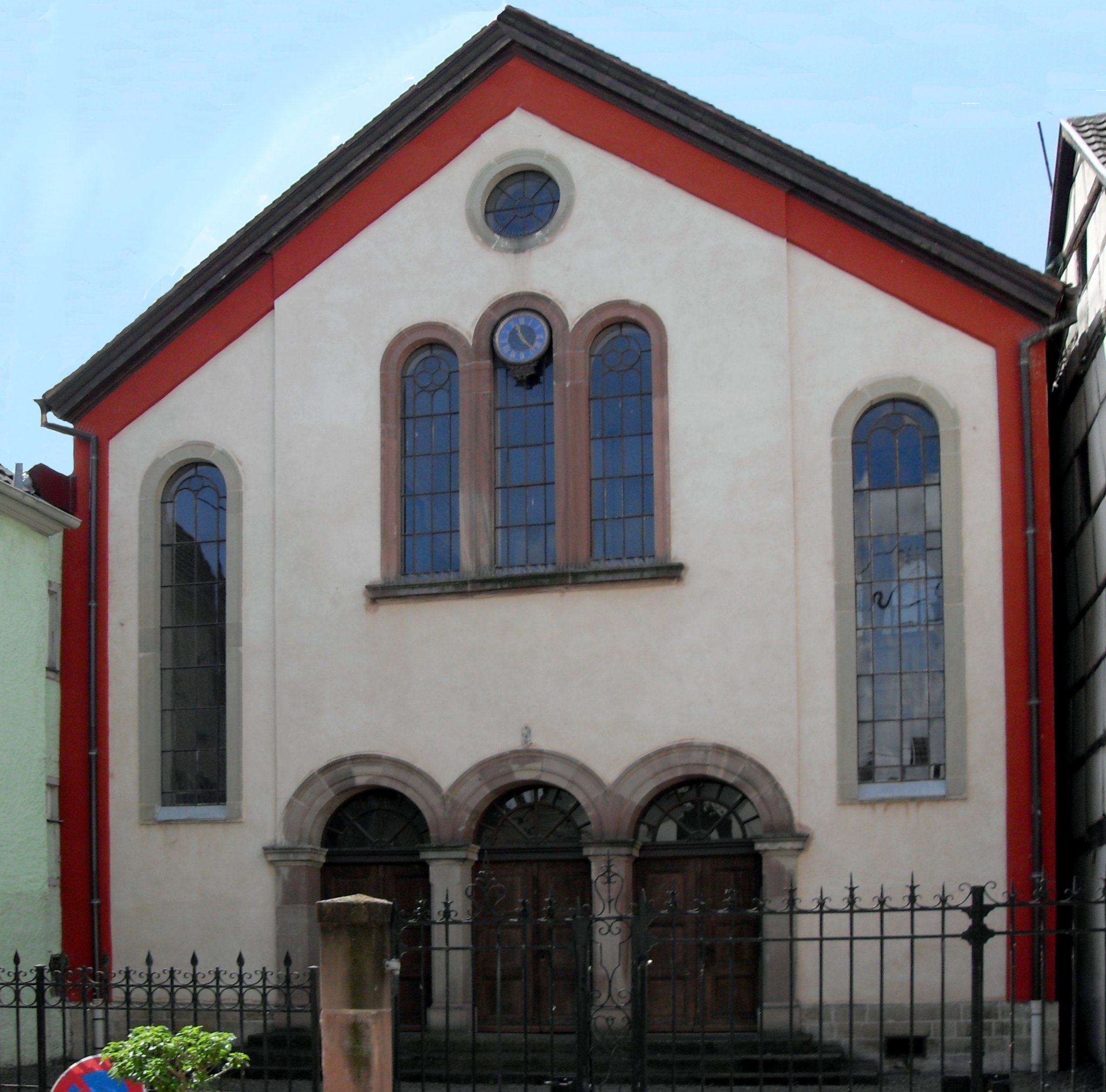
Synagoge in Wintzenheim, 2013

Die Synagoge in Wintzenheim, einer französischen Gemeinde im Département Haut-Rhin in der historischen Region Elsass, wurde ursprünglich 1752 errichtet. Die Synagoge an der Nr. 1, Rue de la Synagogue ist seit 1995 als Monument historique klassifiziert.
Die Synagoge wurde 1828 und 1870 umgebaut und jeweils vergrößert. Sie besitzt drei Eingänge und Rundbogenfenster an der Hauptfassade.